# Esther Hautzig
Esther Rudomin de Hautzig (en hebreo: אסתר האוציג‎; Vilna, Polonia, 18 de octubre de 1930-Nueva York, 1 de noviembre de 2009) fue una escritora polaca de origen judío.
Fue deportada a Rubstovsk (Siberia) cuando, en 1941, las tropas soviéticas penetraron en el país, de una manera trágica y dolorosa debido a que solo su familia cercana se quedó con ella. Allí estuvo cinco años tras una larga temporada de trabajo forzado en una mina de yeso y luchando más tarde contra el frío y el hambre. Liberada, regresó a Polonia, donde se enteró de que varios familiares suyos ( primos, tíos, abuelos, etc.) habían muerto bajo el régimen nazi o por trabajo forzado, luego a Suecia y finalmente a Nueva York en 1947. Realizó varios trabajos en el mundo editorial hasta dedicarse a la escritura.
En 1947 viajó a Nueva York con una visa de estudiante. A bordo del trasatlántico conoció al pianista de Viena Walter Hautzig, que regresaba de una gira de conciertos. Se casaron en 1950. Se matriculó en la Universidad Hunter, pero nunca terminó sus estudios porque un profesor le dijo que su acento la descalificaría para ser profesora. Consiguió un trabajo como secretaria en la editorial G. P. Putnam's Sons y más tarde fue ascendida a la sección de libros para niños.
Ha escrito relatos para niños, y es conocida fundamentalmente por su libro La estepa infinita (1968), relato autobiográfico de su prisión en Siberia, escrito sin embargo con una cierta alegría. La obra fue nominada al National Book Award en 1969 y recibió numerosos premios, entre ellos el Lewis Carroll Shelf Award, Jane Adams Children’s Book Award, o el Prix du Livre pour la Jeunesse de la Fondation de France, en 1987. 